# Colpo alla Lufthansa
Il furto conosciuto come il colpo alla Lufthansa è stata una grande rapina compiuta l'11 dicembre 1978 all'Aeroporto Internazionale John F. Kennedy di New York, spesso indicata come la "rapina del Secolo".

Con un bottino stimato di quasi 6 milioni di dollari (precisamente $ 5,875 milioni, corrispondenti oggigiorno a circa $ 21,6 milioni di dollari) di cui 5 milioni in contanti e 875.000 in gioielli, il crimine è passato alla storia per essere stato, all'epoca, la più grande rapina commessa sul suolo statunitense.
I soldi e i gioielli della rapina non vennero mai ritrovati.

## Nella cultura di massa

### Cinema
Nella cultura popolare almeno due pellicole hanno narrato le vicende criminali del colpo alla Lufthansa: The 10 Million Dollar Getaway (1991) e The Big Heist (2001), oltre ad essere una delle storyline del celebre film gangster Quei bravi ragazzi (1990) di Martin Scorsese.

### Libri
- Nel luglio 2015 è stato pubblicato il libro The Lufthansa Heist di Daniel Simone e del mafioso pentito Henry Hill, informatore dell'FBI e principale fonte delle informazioni del libro, in quanto partecipante diretto al colpo.
- Il romanzo Il delitto paga bene (Wiseguy) è un libro del 1986 di Nicholas Pileggi che narra la carriera criminale di Henry Hill.